# Collocheres elegans
Collocheres elegans är en kräftdjursart som beskrevs av A. Scott 1896. Collocheres elegans ingår i släktet Collocheres, och familjen Asterocheridae. Arten har ej påträffats i Sverige.